# Південно-Африканська хокейна асоціація
Південно-Африканська хокейна асоціація (англ. South African Ice Hockey Association, SAIHA) — організація, яка займається проведенням на території Південно-Африканської Республіки змагань з хокею із шайбою. Член ІІХФ з 25 лютого 1937 року. У країні — 1 зала для гри в хокей, зареєстровано понад 312 хокеїстів (понад 150 з них — дорослі).
Чемпіони країни: «Флайєрс Роденспорт» — 1992—1994, «Кан-Ам» (Йоханесбург) — 1995—1997, «Преторія Кепіталс» — 1998. 
Збірна ПАР перший офіційний матч провела 3 березня 1961 року у Лозанні зі Югославії (3:12). Збірна ПАР дебютувала на чемпіонатах світу у 1961 році в групі С у Швейцарії. Найкращий результат команди на ЧС — 19-е місце в загальній класифікації у 1961 і 1966 (5-е і 3-е місця в групі С). 